# Hollands Grand Prix 2023
Hollands Grand Prix 2023 (officielt navn: Formula 1 Heineken Dutch Grand Prix 2023) var et Formel 1-løb, som blev kørt den 27. august 2023 på Circuit Zandvoort i Zandvoort, Holland. Det var det trettende løb i Formel 1-sæsonen 2023.

## Kvalifikation
| Pos.               | Nr. | Kører             | Konstruktør                  | Del 1    | Del 2    | Del 3    | Grid |
| ------------------ | --- | ----------------- | ---------------------------- | -------- | -------- | -------- | ---- |
| 1                  | 1   | Max Verstappen    | Red Bull Racing-Honda RBPT   | 1.20,965 | 1.18,856 | 1.10,567 | 1    |
| 2                  | 4   | Lando Norris      | McLaren-Mercedes             | 1.21,276 | 1.19,769 | 1.11,104 | 2    |
| 3                  | 63  | George Russell    | Mercedes                     | 1.21,345 | 1.19,620 | 1.11,294 | 3    |
| 4                  | 23  | Alexander Albon   | Williams-Mercedes            | 1.20,939 | 1.19,399 | 1.11,419 | 4    |
| 5                  | 14  | Fernando Alonso   | Aston Martin Aramco-Mercedes | 1.21,840 | 1.19,429 | 1.11,506 | 5    |
| 6                  | 55  | Carlos Sainz, Jr. | Ferrari                      | 1.21,321 | 1.19,929 | 1.11,754 | 6    |
| 7                  | 11  | Sergio Pérez      | Red Bull Racing-Honda RBPT   | 1.21,972 | 1.19,856 | 1.11,880 | 7    |
| 8                  | 81  | Oscar Piastri     | McLaren-Mercedes             | 1.21,231 | 1.19,392 | 1.11,938 | 8    |
| 9                  | 16  | Charles Leclerc   | Ferrari                      | 1.22,019 | 1.19,600 | 1.12,665 | 9    |
| 10                 | 2   | Logan Sargeant    | Williams-Mercedes            | 1.22,036 | 1.20,067 | 1.16,748 | 10   |
| 11                 | 18  | Lance Stroll      | Aston Martin Aramco-Mercedes | 1.21,570 | 1.20,121 | N/A      | 11   |
| 12                 | 10  | Pierre Gasly      | Alpine-Renault               | 1.21,735 | 1.20,128 | N/A      | 12   |
| 13                 | 44  | Lewis Hamilton    | Mercedes                     | 1.21,919 | 1.20,151 | N/A      | 13   |
| 14                 | 22  | Yuki Tsunoda      | AlphaTauri-Honda RBPT        | 1.21,781 | 1.20,230 | N/A      | 171  |
| 15                 | 27  | Nico Hülkenberg   | Haas-Ferrari                 | 1.21,891 | 1.20,250 | N/A      | 14   |
| 16                 | 24  | Zhou Guanyu       | Alfa Romeo-Ferrari           | 1.22,067 | N/A      | N/A      | 15   |
| 17                 | 31  | Esteban Ocon      | Alpine-Renault               | 1.22,110 | N/A      | N/A      | 16   |
| 18                 | 20  | Kevin Magnussen   | Haas-Ferrari                 | 1.22,192 | N/A      | N/A      | PL2  |
| 19                 | 77  | Valtteri Bottas   | Alfa Romeo-Ferrari           | 1.22,260 | N/A      | N/A      | 18   |
| 20                 | 40  | Liam Lawson       | AlphaTauri-Honda RBPT        | 1.23,420 | N/A      | N/A      | 19   |
| 107%-tid: 1.26,604 |     |                   |                              |          |          |          |      |
| Kilde:             |     |                   |                              |          |          |          |      |

Noter:
↑1 - Yuki Tsunoda blev givet en 3-plads straf for at køre i vejen for Lewis Hamilton under del 2.
↑2 - Kevin Magnussen måtte starte fra pit lane efter at have lavet ændringer til sin motor og sin gearkasse.

## Resultat
| Pos.                                                                    | Nr. | Kører             | Konstruktør                  | Omgange | Tid/Udgået  | Startpos. | Point |
| ----------------------------------------------------------------------- | --- | ----------------- | ---------------------------- | ------- | ----------- | --------- | ----- |
| 1                                                                       | 1   | Max Verstappen    | Red Bull Racing-Honda RBPT   | 72      | 2:24.04,411 | 1         | 25    |
| 2                                                                       | 14  | Fernando Alonso   | Aston Martin Aramco-Mercedes | 72      | +3,744      | 5         | 191   |
| 3                                                                       | 10  | Pierre Gasly      | Alpine-Renault               | 72      | +7,058      | 12        | 15    |
| 4                                                                       | 11  | Sergio Pérez      | Red Bull Racing-Honda RBPT   | 72      | +10,0682    | 7         | 12    |
| 5                                                                       | 55  | Carlos Sainz, Jr. | Ferrari                      | 72      | +12,541     | 6         | 10    |
| 6                                                                       | 44  | Lewis Hamilton    | Mercedes                     | 72      | +13,209     | 13        | 8     |
| 7                                                                       | 4   | Lando Norris      | McLaren-Mercedes             | 72      | +13,232     | 2         | 6     |
| 8                                                                       | 23  | Alexander Albon   | Williams-Mercedes            | 72      | +15,155     | 4         | 4     |
| 9                                                                       | 81  | Oscar Piastri     | McLaren-Mercedes             | 72      | +16,580     | 8         | 2     |
| 10                                                                      | 31  | Esteban Ocon      | Alpine-Renault               | 72      | +18,346     | 16        | 1     |
| 11                                                                      | 18  | Lance Stroll      | Aston Martin Aramco-Mercedes | 72      | +20,087     | 11        |       |
| 12                                                                      | 27  | Nico Hülkenberg   | Haas-Ferrari                 | 72      | +20,840     | 14        |       |
| 13                                                                      | 40  | Liam Lawson       | AlphaTauri-Honda RBPT        | 72      | +26,147     | 19        |       |
| 14                                                                      | 77  | Valtteri Bottas   | Alfa Romeo-Ferrari           | 72      | +27,388     | 18        |       |
| 15                                                                      | 22  | Yuki Tsunoda      | AlphaTauri-RBPT              | 72      | +29,8933    | 17        |       |
| 16                                                                      | 20  | Kevin Magnussen   | Haas-Ferrari                 | 72      | +31,4104    | PL        |       |
| 17                                                                      | 63  | George Russell    | Mercedes                     | 72      | +55,754     | 3         |       |
| Ret                                                                     | 24  | Zhou Guanyu       | Alfa Romeo-Ferrari           | 62      | Uheld       | 15        |       |
| Ret                                                                     | 16  | Charles Leclerc   | Ferrari                      | 41      | Gulv        | 9         |       |
| Ret                                                                     | 2   | Logan Sargeant    | Williams-Mercedes            | 14      | Uheld       | 10        |       |
| Hurtigste omgang: Fernando Alonso (Aston Martin) - 1.13,837 (omgang 56) |     |                   |                              |         |             |           |       |
| Kilde:                                                                  |     |                   |                              |         |             |           |       |

Noter:
↑1 - Inkluderer point for hurtigste omgang.
↑2 - Sergio Pérez blev givet en 5-sekunders straf for at køre for hurtigt i pit lane. Hans slutposition gik som resultat fra 3. til 4. pladsen.
↑3 - Yuki Tsunoda blev givet en 5-sekunders straf for at være skyld i et sammenstød med George Russell. Hans slutposition gik som resultat fra 13. til 15. pladsen.
↑4 - Kevin Magnussen blev givet en 5-sekunders straf for at ikke holde den påkrævede afstand under safety car. Hans slutposition gik som resultat fra 15. til 16. pladsen.

## Stilling i mesterskaberne efter løbet
| Pos. | Kører            | Point |
| ---- | ---------------- | ----- |
| 1    | Max Verstappen   | 339   |
| 2    | Sergio Pérez     | 201   |
| 3    | Fernando Alonso  | 168   |
| 4    | Lewis Hamilton   | 156   |
| 5    | Carlos Sainz Jr. | 102   |

| Pos. | Konstruktør           | Point |
| ---- | --------------------- | ----- |
| 1    | Red Bull-Honda RBPT   | 540   |
| 2    | Mercedes              | 255   |
| 3    | Aston Martin-Mercedes | 215   |
| 4    | Ferrari               | 201   |
| 5    | McLaren-Mercedes      | 111   |